# Lembos podoceroides
Lembos podoceroides is een vlokreeftensoort uit de familie van de Aoridae. De wetenschappelijke naam van de soort is voor het eerst geldig gepubliceerd in 1904 door Walker.